# Rodolfo Padilla
Miguel Rodolfo Padilla Carballo (Sucre, 3 de marzo de 1998) es un futbolista boliviano que se desempeña como delantero y su equipo actual es Universitario de Sucre de la Primera División de Bolivia.

## Clubes
| Club                    | País    | Año           |
| ----------------------- | ------- | ------------- |
| Fancesa                 | Bolivia | 2016 - 2017   |
| Independiente Petrolero | Bolivia | 2018          |
| Nacional Potosí         | Bolivia | 2019          |
| Independiente Petrolero | Bolivia | 2020          |
| Nacional Potosí         | Bolivia | 2021          |
| Universitario de Sucre  | Bolivia | 2022-presente |